# Microcebus boraha
El lémur ratón de Boraha (Microcebus boraha) es una especie de primate estrepsirrino del género Microcebus endémico de la isla de Madagascar; la especie fue descrita en 2016. Fue descubierto por un equipo investigador del Centro Alemán de Primates. Se identificó inicialmente en estrecha relación con especies como el lémur ratón de Berthe (Microcebus berthae) (descrita en 2013), Microcebus manitatra, y el Lémur ratón de Ganzhorn (Microcebus ganzhorni). Las similitudes morfológicas hizo imposible su identificación entre las distintas especies, pero un estudio genético de secuenciación de ADN mitocondrial realizado en asociación con investigadores de la Universidad de Kentucky, el Duke Lemur Center y la Universidad de Antananarivo de Madagascar reveló que se trataba de una especie diferente.
La especie recibió su nombre por su lugar de origen en la isla Isla Santa María conocida localmente como Nosy Boraha.